# Iresine arbuscula
Iresine arbuscula är en amarantväxtart som beskrevs av Edwin Burton Uline och W. L. Bray. Iresine arbuscula ingår i släktet Iresine och familjen amarantväxter. Inga underarter finns listade i Catalogue of Life.